# Henry Marsot
Henry Marsot est un homme politique français né le 19 janvier 1877 à Lure (Haute-Saône) et décédé le 5 juillet 1938 à Lure

## Biographie
Négociant en vins et alcools, il est conseiller municipal en 1903 puis maire de Lure en 1912. Il devient conseiller général en 1913, puis président du conseil général le 22 septembre 1924. Il est sénateur de la Haute-Saône de 1920 à 1927, inscrit au groupe de la Gauche démocratique et radicale. Son activité tourne autour du statut des communes. Il est battu en 1927.

## Sources
- « Henry Marsot », dans le Dictionnaire des parlementaires français (1889-1940), sous la direction de Jean Jolly, PUF, 1960 [détail de l’édition]